# غانيشا في ديانات العالم

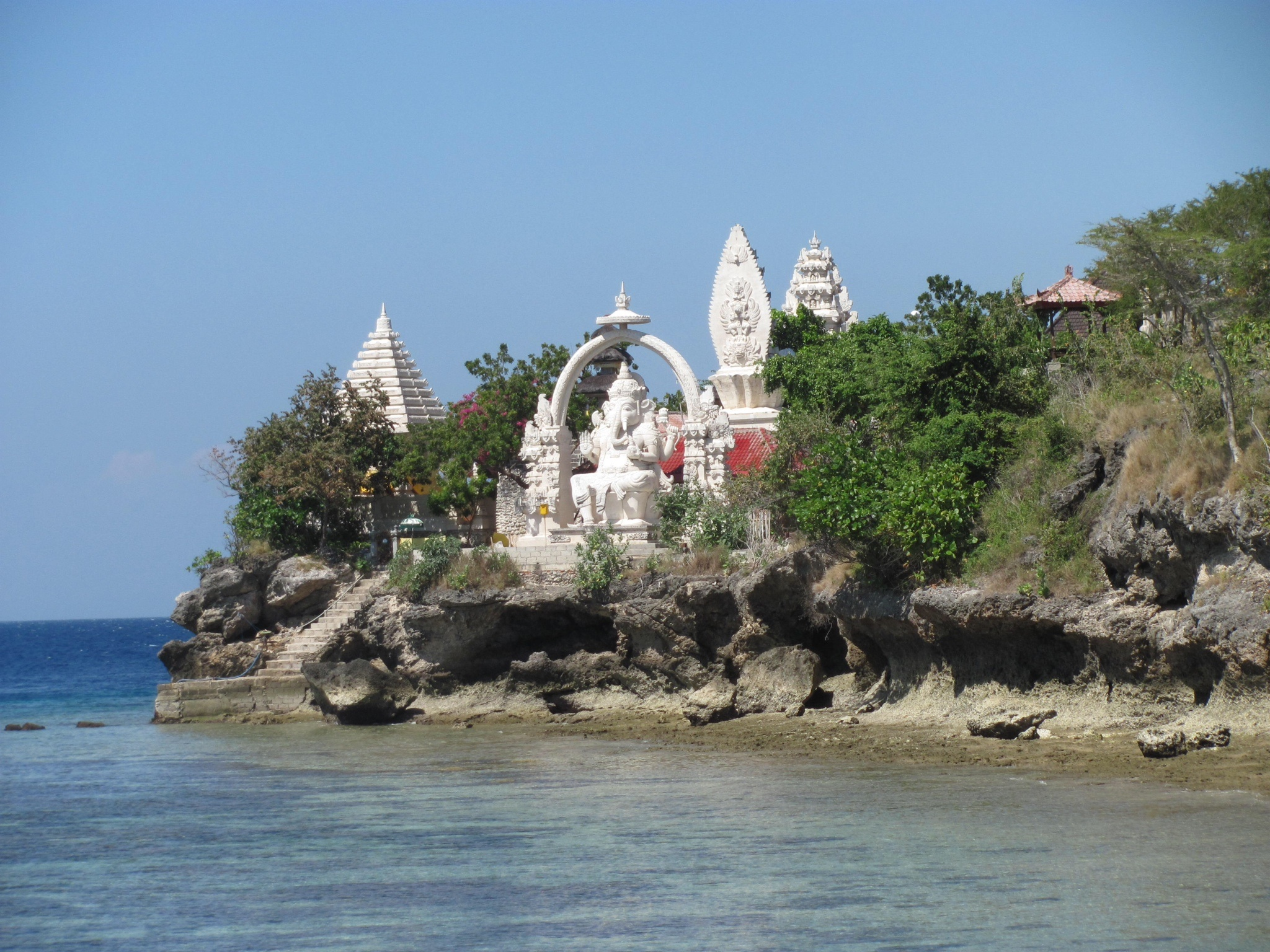

قد ألهمت الهند والديانة الهندوسية العديد من البلدان في شرق آسيا وشبه القارة الهندية نتيجة للاتصالات التجارية والثقافية. غانيشا واحد من الآلهة الهندية العديدة التي بلغت أراض أجنبية نتيجة ذلك. تُظهر عبادة الهندوس المقيمين خارج الهند لغانيشا تنوعًا إقليميًا. ما زال قبول الأفكار الهندوسية الذي كان جاريًا في الأزمنة القديمة مستمرًا اليوم في ديانات العالم.
كان غانيشا إلهًا يعبده الباعة والتجار الذين غادروا الهند في مشروعات تجارية على وجه التحديد. تميزت الفترة من القرن العاشر تقريبًا وما تلاه بتطوير شبكة تبادل جديدة، وتشكيل نقابات تجارية، وانتعاش في تداول الأموال، وفي هذه الفترة أصبح غانيشا الإله الرئيسي المقترن بالتجار. كان أقدم تُدوين ابتُهل فيه لغانيشا قبل أي إله آخر عن طريق مجتمع التجار.

## في الجاينية
عبد غانيشا بعض الجاينيين فقط، وهم من ظهر لهم أنه تولى بعض مهمات كوبيرا. تدعم اتصالات الجاينيين بالمجتمع التجاري فكرة أن الجاينية اعتنقت عبادة غانيشا نتيجةً للصلات التجارية.
لا يذكر الأدب الشرعي الجايني طائفة غانيشا. ورد أول ذكر أدبي لغانيشا في الجاينية في كتاب أبهيداناسيتاماني لكاتبه هيماتشاندرا (نحو الثلث الثالث من القرن الثاني عشر). يشير إلى عدة تسميات لغانيشا مثل هيرامبا، وغانافيغنيسا وفيناياكا ويصوره برأس فيل، وأكرش، ويحمل فأسًا ويركب فأرًا.
وفقًا للعمل الجايني السويتامباري، أكاراديناكارا بقلم فاردهاماناسوري (نحو عام 1412)، كانت حتى بقية الآلهة تسترضي غاناباتي للحصول على أشياء ترغب بها. ذكر أيضًا أنه كان يُعبد في بداية كل احتفال مبارك أو مشروع جديد. ما زالت الممارسة شائعة جدًا في مجتمع سويتامبارا. يقدم النص إجراءات لتركيب صور غاناباتي.
لا يلاقي الشعبية نفسها في نصوص ديغامبارا. باستثناء شخصيتين قروسطيتين منقوشتين في كهفي أوداياغيري وكهانداغيري، وأوريسا وشخصية قديمة في ماتهورا، لا توجد تمثيلات له في أي من مواقع ديغامبارا.
أقدم تمثال معروف لغانيشا الجايني في ماتهورا إلى جانب ياكشيامبيكا (الاسم الجايني لغاوري) الجايني. يعود تاريخه إلى نحو القرن التاسع الميلادي. تظهر صور غانيشا في معابد راجاستهان وغوجارات الجاينية. في القرن العاشر، وُجدت صور غانيشا في ماهافير في غانيراف وفي معبد اسمه راجاستهان من القرن الحادي عشر في أوسيان.

## في البوذية
يظهر غانيشا في البوذية أيضًا، لا في هيئة الإله البوذي فيناياكا فحسب، بل صُور أيضًا بهيئة إله هندوسي اسمه فيناياكا. قد تظهر صورته في المنحوتات البوذية العائدة لآخر فترة غوبتا. باعتباره الإله البوذي فيناياكا، غالبًا ما يُصور راقصًا، وهي هيئة تُدعى نرتتا غاناباتي كانت رائجة في شمال الهند واعتُمدت في نيبال ثم وصلت إلى التبت. يظهر غانيشا الراقص في أرخبيل مالاي في معبد كاندي سوكوه.

### في البوذية التبتية
تظهر تمثيلات غانيشا التبتية مناظر متباينة له. في أحد الأشكال التبتية يظهر مُداسًا تحت أقدام ماهاكالا، وهو إله تبتي شهير. تظهره تصويرات أخرى بصفة مدمر العقبات، راقصًا في بعض الأحيان.
غاناباتي، ماها راتكا (بالتبتية: ཚོགས་བདག تسوغ غي داغ بو، مار تشين. بالإنجليزية: سيد المضيفين أو الغانات الأحمر العظيم) هي الهيئة التنترية لغاناباتي (غانيشا) المتعلقة بدورة التنترات التشاكراسامفارية. تعتبر هيئة غاناباتي هذه انبعاثًا لأفالوكيتيشفارا.
«بجانب جبل حصى اللازورد الصخري ثمة لوتسة حمراء بثمان بتلات، وفي المنتصف جرذ أزرق يرمي مختلف الجواهر، [فوقه] شْري غانباتي بجسد أحمر اللون، له وجه فيل وأنياب حادة بيضاء وفي وجهه أعينٌ ثلاث، شعره أسود معقود في قُنزُعة مع جوهرة التمنّي وشريطة حريرية حمراء [كلها] في باقة على تاج رأسه. له اثنتي عشرة يد، تحمل الستة اليمنى منها فأسًأ، وسهمًا، ومهمازًا، وفاجرا، وسيفًا ورمحًا. وتحمل اليُسرى مدقة، وقوسًا، وخاتفانغا، وكأس جمجمة مملوء بالدماء، وكأس جمجمة مملوء باللحم البشري وترسًا ورمحًا ولواءً معًا. تتميز اليدان المسالمتان اليمنى واليسرى بالفاجرا وكأس جمجمة الدماء المغلول إلى قلبه. تُعرض بقية الأيدي بمعرض التهديد. يرتدي أردية حريرية مختلفة مزينة بتشكيلة متنوعة من حُلي المجوهرات كساءً لنصفه السفلي، قدمه اليسرى ممتدة بوضعية رقص، يقف في منتصف أشعة ساطعة من الضوء الأحمر الوامض». (نغورشين كونشوغ لهوندروب، 1497 – 1557).
تنتمي هيئة غاناباتي هذه إلى مجموعة من ثلاث آلهة قوية معروفة باسم «مار تشين كور سوم» أو الآلهة الحمراء العظيمة الثلاثة المنتمية إلى مجموعة أكبر تُدعى «الدارمات الذهبية الثلاث عشر» عند مذهب ساكيا. بقية الآلهة الثلاث هم كوروكولي وتاكيراجا.
في تصويرات ماهاكالا الحامي ذو الستة أذرع، يُرى شخص ذو وجه فيل يُدعى عادة فيناياكا مُداسًا تحت أقدام حامي الدارما، لكنه لا يبدو قلقًا. في الفاجرايانا والفن البوذي المشابه، يُصور كإله مهزوم مداس تحت أقدام آلهة بوذية مثل أباراجيتا وبارناساباري وفيغناتاكا.
يظهر غانيشا التبتي في لوحات تهانغكا البراقة واللوحات البرونزية إلى جانب البوذا. في «غانيش، دراسات في إله آسيوي»، حرره روبرت إل. براون، كلية الصحافة في جامعة نيويورك، عام 1992، الصفحات 241 – 242، كتب أنه في طريقة كاغيور التبتية، يُقال أن بوذا قد علّم «الغاناباتي هريدايا مانترا» (أو «أرياغاناباتيمانترا») لتلميذه أناندا.

### بوذية شينغون
أدخل البوذيون الأوائل عبادة غانيشا إلى اليابان عن طريق الصين. ذُكرت عبادة غانيشا في اليابان (غاناباتيا) للمرة الأولى عام 806 م. يُرجع الباحثون عمومًا وجود غانيشا في اليابان إلى عصر كوكاي (774 – 834)، مؤسس طائفة شينغون في البوذية اليابانية. إن مركزية عبادة غانيشا أو فيناياكا أو كانغيتين، كما يُدعى شعبيًا في اليابان، علامة مميزة لهذه الطائفة. توازي شرائع وطقوس ومعتقدات تقاليد غاناباتيا من عدة نواح.
يُبتهل إلى كانغيتين، الذي يُدعى أيضًا ديفا النعيم، من أجل كل من التنوير والمكاسب الدنيوية، وللأخيرة أكثر من الأولى. تُقدم إلى كانغيتين عادة حلويات تُدعى «كانغيدان» («كعكات النعيم») وهي مصنوعة من الروائب، والعسل، ومعجون الفاصولياء الحمراء. تُلف في عجينة مصنوعة من الطحين الجاف على شكل كعكة ثم تُقلى بالزيت قليًا مديدًا. الكانغيدان نوع من أنواع الموداك، ما يُقال عنه إنه المفضل عند غانيشا. الفجل الأبيض، والساكي والفاكهة الطازجة من العطايا الشائعة أيضًا. تُشارك العطايا لاحقًا بالروح نفسها التي يتعامل فيها الهندوس مع براساد.
يعبد الكثير من الشبان والشابات غانيشا باعتباره إله الحب رغبة بالنجاح في مساعيهم للخطوبة. يعبده الكبار للنجاح في الأعمال.